# نهر سيديلي بيسار
نهر سيديلي بيسار (بالملايوية: Sungai Sedili Besar)‏ هو نهر في منطقة كوتا تينجي في ولاية جوهر، بماليزيا.

## الاسم
كلمة بيسار تعني كبير. في الطرف الجنوبي لخليج تيلوك ماهكوتا يوجد نهر أصغر يُعرف باسم نهر سيديلي كيتشيل، وكلمة كيتشيل تعني صغير في لغة ملايو.

## الجيولوجيا
يقع مصب النهر في الطرف الشمالي لخليج تيلوك ماهكوتا، ويصب في بحر الصين الجنوبي. ويبلغ إجمالي مساحة حوض الصرف للنهر 271 كم 2.

## الجسور
- جسر حاج محمد لازم